# Antonia nigrifrons
Antonia nigrifrons är en tvåvingeart som beskrevs av Mario Bezzi 1924. Antonia nigrifrons ingår i släktet Antonia och familjen svävflugor.
Artens utbredningsområde är Kenya. Inga underarter finns listade i Catalogue of Life.